# North American International Auto Show

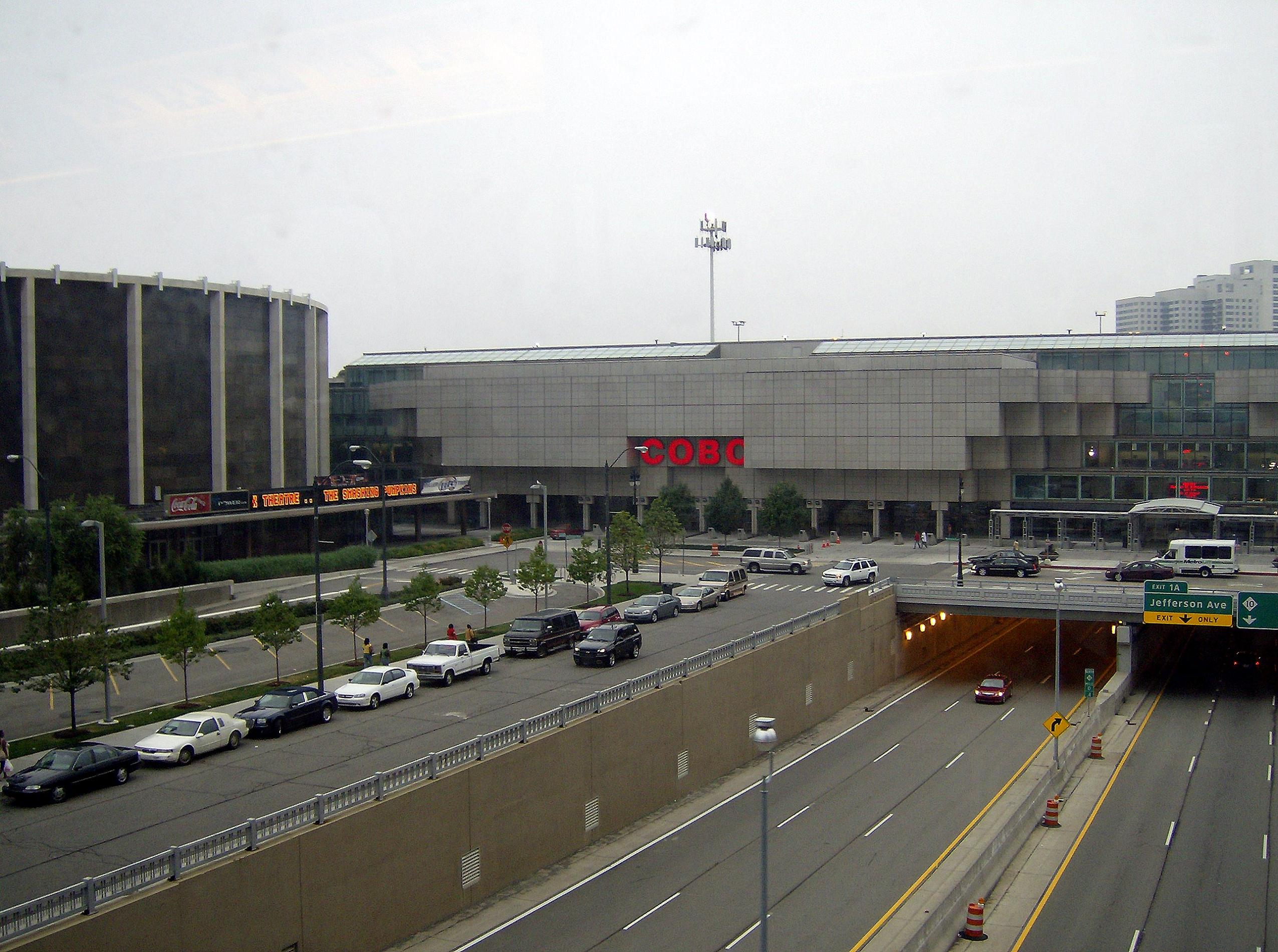
Cobo Hall waar de NAIAS plaatsvindt.

De North American International Auto Show (afgekort NAIAS, voorheen bekend als Detroit Motor Show) is de grootste autosalon van de Verenigde Staten. De beurs wordt jaarlijks gehouden in Detroit, het hart van de Amerikaanse auto-industrie.

## Geschiedenis
De eerste autosalon die in Detroit gehouden werd vond plaats in 1907 in de "Beller's Beer Garden" vlak bij het Riverside park. De show werd jaarlijks gehouden met uitzondering van de periode van 1943 tot 1952. In 1989 werd de show hernoemd en werd het de North American International Auto Show. Sinds 1961 wordt het gehouden in het Cobo Center waar de show 93.000m² bezet. De show is belangrijk voor Detroit en zijn omgeving omdat dit de thuisbasis is van de drie grote Amerikaanse autofabrikanten; Chrysler, Ford en General Motors.

## De show
De show begint met een aantal persdagen, gevolgd door industriedagen en vervolgens een preview-dag voor het goede doel. Tijdens deze preview dag wordt geld opgehaald voor lokale kinderprojecten. In 2004 en 2005 werd er meer dan zeven miljoen dollar opgehaald. Tijdens de dagen voor het publiek trekt de show gemiddeld 800.000 bezoekers. De NAIAS draagt naar schatting $500 miljoen bij aan de lokale economie.
De NAIAS was lange tijd de enige autosalon in de Verenigde Staten die werd ondersteund en erkend door de Organisation Internationale des Constructeurs d'Automobiles. Sinds 2006 wordt de Greater Los Angeles Auto Show erkend en in 2007 werd de Chicago Auto Show ook toegevoegd.

## 2009
De 2009 editie werd gehouden van 11 januari tot en met 25 januari.
- 11–13 januari — Persdagen
- 14–15 januari — Industry days
- 16    januari — Preview voor het goede doel
- 17–25 januari — Open voor publiek

### Productiemodellen-introducties
| - BMW Z4 - Buick LaCrosse - Cadillac SRX - Chevrolet Equinox - Fisker Karma - Ford Mustang Shelby GT500 | - Ford Taurus - Honda Insight - Jaguar XF-R - Jaguar XK-R - Mini Cooper Cabrio - Toyota Prius |

De nieuwe Mercedes-Benz E-Klasse (W212) was ook op de autoshow aanwezig alleen voor genodigden. Het publiek moest wachten tot de Autosalon van Genève.

### Conceptauto-introducties
| - Audi Sportback concept - Kia Soul'ster concept | - Subaru Legacy - Volvo S60 concept |

## 2008
De 2008 editie werd gehouden van 13 januari tot en met 17 januari.
- 13-15 januari — Persdagen
- 16-17 januari — Industrie dagen
- 18    januari — Preview voor het goede doel
- 19-27 januari — Open voor iedereen

### Productiemodellen-introducties
| - Audi TTS - BMW 1-series cabriolet - BMW 335d - BMW X6 - Cadillac CTS-V - Corvette ZR-1 - Ford F-150 twaalfde generatie - Honda Pilot | - Hyundai Genesis - Kia Borrego - Mazda RX-8 - Mercedes-Benz SLK-Klasse - Mitsubishi Lancer Ralliart - Subaru Forester - Toyota Venza - Volkswagen Passat CC |

### Conceptauto-introducties
| - Audi R8 TDI - Cadillac CTS Coupé concept - Cadillac Provoq - Dodge Zeo - Ford Explorer America - Ford Verve - Hummer HX - Jeep Renegade - Land Rover LRX | - Lincoln MKT concept - Lexus LF-A Roadster - Mazda Furai - Mercedes-Benz GLK-Klasse - Mitsubishi Concept-RA - Nissan Forum - Saab 9-4X BioPower - Saturn Flextreme - Toyota A-BAT |

## 2007
De 2007 editie werd gehouden van 7 januari tot en met 21 januari.
- 7-9   januari — Persdagen
- 10-11 januari — Industriedagen
- 12    januari — Preview voor het goede doel
- 13-21 januari — Open voor iedereen

### Productiemodellen-introducties
| - Audi Q7 3.0 TDI - BMW 3-Serie cabriolet - Cadillac CTS - Chevrolet Equinox Sport - Chevrolet HHR Premium Edition - Chevrolet Malibu - Dodge Avenger - Dodge Grand Caravan - Dodge Magnum - Dodge Viper SRT-10 - Ford Focus Amerikaanse versie - Hyundai Veracruz - Infiniti QX56 - Lexus IS-F | - Mazda Tribute - Mitsubishi Lancer - Nissan Rogue - Pontiac G6 GXP - Pontiac Torrent GXP - Porsche Cayenne - Rolls-Royce Phantom Drophead Coupé |

### Conceptauto-introducties
| - Chevrolet Camaro Cabriolet - Chevrolet Volt - Chrysler Nassau - Ford Airstream - Ford Interceptor - Honda Accord Coupé concept - Hummer H3 Open-Top concept | - Jaguar C-XF (Concept XF) - Jeep Trailhawk - Kia Kue - Lincoln MKR - Mazda Ryuga - Mercedes-Benz Ocean Drive - Nissan Bevel - Saab 9-3 BioPower Hybrid concept - Volvo XC60 concept - Volvo BeeVan |

## 2006
De 2006 editie werd gehouden van 8 januari tot en met 22 januari
- 8-10  januari — Persdagen
- 11-12 januari — Industriedagen
- 13    januari — Preview voor het goede doel
- 14-22 januari — Open voor iedereen

### Productiemodellen-introducties
| - Audi RS4 - Audi S6 - Audi S8 - BMW 325xi Sports Wagon - BMW M Roadster - BMW M6 - BMW Z4 Coupé - Cadillac Escalade - Chevrolet Aveo - Chevrolet Suburban LTZ - Chevrolet Tahoe LTZ - Chrysler Aspen - Dodge Caliber - Ford Edge - Ford Shelby Cobra GT500 - GMC Yukon - Honda Fit - Hummer H3 - Hyundai Santa Fe - Jaguar XK cabriolet - Jeep Compass - Jeep Wrangler - Kia Optima - Lexus LS - Lincoln MKX | - Maserati GranSport Spyder - Maserati Quattroporte Sport GT en Executive GT - Mercedes-Benz E320 Bluetec - Mercedes-Benz GL320 Bluetec - Mercedes-Benz GL450 - Mercedes-Benz ML63 AMG - Mercedes-Benz R63 AMG - Mercedes-Benz S550 - Mercedes-Benz S65 AMG - Mitsubishi Eclipse Spyder - Nissan Versa - Nissan Sentra - Pontiac Solstice GXP - Saturn Sky - Saturn VUE Green Line - Toyota Camry - Toyota FJ Cruiser - Toyota Yaris - Volvo C70 |

### Conceptauto-introducties
| - Aston Martin Rapide - Acura RDX - Audi Roadjet - BMW X3 Hybrid Efficient Dynamics concept - Buick Enclave - Dodge Challenger concept - Ford F-250 Super Chief - Ford Iosis - Ford Reflex - Infiniti G35 Coupe - Jeep Patriot concept - Kia Soul - Maybach Exelero - Mazda Kabura concept | - Nissan Urge - Saab 9-5 Aero BioPower concept - Toyota F3R - Volvo C30 concept |